# Khertek Antximaa-Toka
Khertek Antximaa-Toka (rus: Хертек Амырбитовна Анчимаа-Тока)  (Kyzyl-Dag, 1 de gener de 1912 - Kizil, 4 de novembre de 2008) Khertek Amurbitovna Antximaa-Toka (rus: Хертек Амырбитовна Анчимаа-Тока) fou una política tuvaniana i soviètica, que entre els anys 1940 i 1944 fou la Presidenta del Petit Khural de la República Popular de Tannú Tuva, i la primera cap d'estat dona no hereditària en el món modern.

## Biografia
Khertek Antximaa va néixer el que ara és el districte de Bai-Taiguinski de Tuvà, a prop de l'actual assentament de Kizil. Mesos abans, la caiguda de la dinastia Qing havia portat a la final del govern nominal xinès i l'establiment de la independent Tannu Uriankhai, sota la noblesa mongola i tuvaniana. Antximaa fou el tercer infant d'una família de pagesos caçadors. A la primavera de 1918, una epidèmia de verola a la regió s'endugué el seu pare i una de les seves germanes, i deixà sola la mare a cura d'Antximaa i els seus quatre germans. Per ajudar a arribar a final de mes, als sis anys, Antximaa fou acollida per una branca més pròspera de la família.
Es va establir un protectorat rus a Tuva el 1914. Tanmateix la regió esdevingué un camp de batalla en la Guerra Civil russa després del 1917, on el control efectiu sobre el territori i la capital Belotsarsk va canviar diverses vegades entre l'Exèrcit Roig i les forces contrarevolucionàries. Tanmateix, les forces conservadores a Tuvà va ser derrotades el 1920 i el 17 d'agost del 1921 es proclamava la República Popular de Tannú Tuva.
El nou govern soviètic va augmentar exponencialment les oportunitats d'educació i, subsegüentment en un període on molt pocs tuvanians, particularment dones, era cultes, Antximaa s'ho va manegar per aprendre a llegir i escriure en mongol. Als divuit anys, quan es va introduir el primer alfabet nacional tuvanià, fou una de les primeres aprendre'l, i fou subsegüentment contractada per l'Estat per tal d'ensenyar la llengua a d'altres com a membre de la Unió de la Joventut Revolucionària (Revsomol), la branca juvenil del Partit Revolucionari Popular Tuvan (PRPT), l'equivalent funcional del Komsomol del PCUS.
Un any més tard, Antximaa va començar treballar com a empleada i secretària tècnica per al kojun de Barun-Khemtxikski, ajudant a supervisar la producció econòmica local i a continuar treballant per erradicar l'analfabetisme al barri. La seva energia i l'èxit en aquestes tasques van atraure l'atenció del lideratge del partit local. Va ser admesa al PRPT i enviada, amb 76 persones més, a la Universitat Comunista dels Treballadors de l'Est a Moscou, un viatge de prop de 5000 km durant tres setmanes. Quan va ser preguntada pel comitè de selecció universitari a Kizil sobre "On és Moscou ?" com a part de la seva valoració inicial, Antximaa va admetre que no ho sabia, però va dir "si m'hi envieu, sabré on és". A part d'estudiar, els estudiants assistien a conferències de polítics soviètics famosos; es diu que la reunió amb Nadejda Krúpskaia la va trasbalsar profundament. La seva educació i la seva vida, mentre era a Moscou, estava completament finançada per l'Estat, però l'educació representava un gran desafiament per als tuvanians enviats allà, a causa del seu baix nivell d'educació bàsica i l'exigència d'adquirir ràpidament fluïdesa en rus. Dels 76 estudiants tuvanians enviats a Moscou, només se'n varen graduar 11, entre els quals Antximaa.
A la seva tornada el 1935, Antximaa fou un dels diversos recent graduats de la Universitat dels Treballadors de l'Est que es van situar en càrrecs de confiança política al PRPT a causa de la seva educació política i administrativa a Moscou i la seva adhesió a la ideologia estalinista. Va començar el 1935, quan Antximaa va ser posada a càrrec del departament de propaganda del Revsomol. El 1938 es va convertir en la directora del Jenódtel de Tuvan (anàleg del Jenótdel soviètic), i presidenta de la Secció de Dones del Comitè Central del PRPT. En aquests dos càrrecs, Antximaa va tenir un paper destacat en la coordinació d'accions per millorar les condicions socials i econòmiques de les dones, en particular en l'erradicació de l'analfabetisme i la promoció de les oportunitats laborals i educatives de les dones en la societat de Tuvan.
L'educació d'Antximaa va significar que havia estat absent durant l'auge de la "revolució cultural" de Tuva a principis dels anys trenta, moment en què la noblesa local, els lames i els monestirs budistes foren desposseïts de gran part de la seva riquesa i poder. Els ramats i els esforços agrícoles de Tuvan es van col·lectivitzar d'una forma agressiva, en la línia del model soviètic, però les reformes van resultar profundament impopulars i van ser revertides gradualment. No obstant això, la interferència soviètica en els assumptes locals era freqüent, i el PRPT va ser purgat successivament per assegurar la seva adhesió a la ideologia estalinista. Les purgues del 1932 havien fet arribar a la presidència del PRPT el fervorós proestalinista Saltxak Toka, després de l'execució del seu predecessor Danduk Kuular. La Gran Purga es va radicar a la fi de la dècada de 1930, amb operacions muntades per l'NKVD a la República de Tuvan per exposar "oportunistes justos". Entre els principals "contrarrevolucionaris" i "espies japonesos" exposats s'inclouen el president del Consell de Ministres Sat-Txurmit Daji i el president del Presidium del petit Khural Adig-Tiuliuix Khemtxik-ool. Com a membre del partit, Antximaa va participar en el Tribunal Especial convocat per investigar els càrrecs, que va considerar, per unanimitat, culpables els nou acusats, i els va condemnar a mort. Tot i que fou molt petita en comparació amb les purgues que succeïren a d'altres parts de la Unió Soviètica, juntament amb detencions sumàries i execucions per part de la NKVD, es va assegurar el complet domini del TNRP i la república per part dels estalinistes pro-Moscou.
L'abril del 1940, Antximaa es va convertir en presidenta del Presidium de Petit Khural, cap d'Estat de la República Popular de Tuvan. En fer-ho, es va convertir en la primera cap d'Estat femenina en l'era moderna que no heretava el títol. En fer-ho, va superar la conquesta de la seva companya comunista Aleksandra Kol·lontai, que es va convertir en la primera ministra d'un govern del món el 1917. Tanmateix, la manca de reconeixement diplomàtic de la República de Tuvan, l'escassa informació i informes disponibles fora de la Unió Soviètica sobre la nació extremadament aïllada, l'Operació Weserübung i la imminent invasió de França van significar que aquesta fita passés desapercebuda durant un temps. També mantindria el rècord de ser el cap de l'estat no reial més gran en exercici fins que Vigdís Finnbogadóttir el va trencar el 1985. El 1940 també es va casar amb el secretari general del PRPT Saltxak Toka. Va conservar el seu cognom de soltera després del matrimoni (fet que era molt comú entre els comunistes i els revolucionaris) i només se'l va canviar després que el seu marit morís el 1973. El matrimoni entre dues de les figures polítiques més poderoses de la República de Tuvan dominaria la política del Tuvan durant les següents tres dècades.
Com a presidenta del Presidium va mantenir una extensa correspondència amb el seu col·lega soviètic equivalent, Mikhaïl Kalinin. El seu mandat coincidí amb la Gran Guerra Patriòtica en la qual va assumir un paper destacat en la mobilització dels recursos i mà d'obra de la república per ajudar la Unió Soviètica a defensar-se de la invasió alemanya. Al cap de dos anys, un regiment d'infanteria i un esquadró tuvanià de cavalleria serviren a l'Exèrcit Roig, i l'economia de la república estigué completament dedicada a l'esforç de la guerra. L'orientació de Tuvan cap a Moscou es va intensificar durant la guerra, amb un alfabet ciríl·lic que substituí l'alfabet llatí per a la escriptura de la llengua tuvaniana, les pràctiques socials i econòmiques es russificaren i es va erradicar qualsevol oposició a la política estalinista. Aquesta tendència va culminar el 1944 amb una petició d'annexió de la república a la Unió Soviètica, liderada per Toka i Antximaa. Desitjosos d'apoderar-se dels recursos minerals de la república i posar fi a les intrigues geopolítiques mongoles i xineses a la regió, els soviètics accediren a aquesta petició i l'Estat formalment deixà d'existir al novembre de 1944
Després d'aquesta data, el PRPT esdevingué una branca local del Partit Comunista de la Unió Soviètica (PCUS), que Saltxak Toka continuaria liderant. Antximaa es convertí en vicepresidenta del comitè executiu de la delegació del PCUS a Tuvan, mantingué un paper destacat en els assumptes socials de Tuva i continuà treballant en l'art i l'alfabetització. El 1962, es va convertir en vicepresidenta del Consell de Ministres tuvanià, segon càrrec en importància en el govern soviètic tuvanià, responsable de seguretat social, salut, educació, cultura, esports i propaganda.
Es va retirar el 1972, va adquirir el cognom "Antximaa-Toka" després de la mort del seu marit el 1973, i va viure una vida tranquil·la fins a la seva mort. Va morir el 4 de novembre del 2008, als 96 anys.